# Zemianska Olča
Zemianska Olča (węg. Nemesócsa) – wieś i gmina (obec) w powiecie Komárno w kraju nitrzańskim na Nizinie Naddunajskiej na Słowacji.